# Тренкель, Рудольф
Рудо́льф Тре́нкель (нем. Rudolf Trenkel; 17 января 1918, Нойдорф, Саксония-Анхальт, Германская империя — 26 апреля 2001, Вена, Австрия) — немецкий ас Люфтваффе Второй мировой войны. Одержал 138 воздушных побед. Награждён Рыцарским крестом Железного креста.

## Биография
Родился Тренкель 17 января 1918 года в городе Нойдорф. На службу в армию поступил в 1936 году, спустя 3 года перевёлся в Люфтваффе.
Во время Битвы за Британию Рудольф Тренкель служил в JG 52. 22 февраля 1942 года Рудольфа определили в JG 77, которая в это время прикрывала воздушное пространство над южным участком Восточного фронта. Позднее Тренкель был направлен в 3-ю Группу Эскадры. Свой первый самолёт будущий немецкий ас сбил 26 марта этого же года — им стал советский И-153.
1 мая 1942 года вернулся в JG 52. Здесь молодой лётчик начал быстро пополнять свой лицевой счёт. 15 июня Тренкель был приписан ко 2-й эскадрилии JG 52. Свою двадцатую воздушную победу он одержал 2 ноября. 17 декабря этого же года Рудольф добился потрясающего результата — в одном бою он сумел сбить сразу шесть самолётов противника. Это достижение он смог повторить вскоре ещё два раза, правда с немного более скромными результатами — 16 апреля 1943 года он записал на свой счёт пять воздушных побед, 2 июня — четыре.
В июне 1943 года у Тренкеля новый перевод — его новая часть учебно-боевая группа «Восток» (нем. Ergänzungs-Jagdgruppe Ost). В этом подразделении Рудольфу удалось одержать ещё три воздушные победы. 19 августа немецкого аса наградили Рыцарским крестом, на его счету на тот момент было 76 сбитых самолётов. В октябре Тренкель вернулся во 2-ю эскадрилию JG 52, и за первый месяц службы в этой части одержал 18 воздушных побед. 2 ноября в бою с советскими Як-9 Bf-109 немецкого лётчика был сбит, а сам Тренкель тяжело ранен.
Сотая победа пришла к Тренкелю 14 июля 1944 года. 15 августа этого же года его назначают командиром 2-й эскадрилии JG 52. В октябре 1944 года Тренкель был вынужден прыгать с парашютом из своего подбитого самолёта пять раз за десять дней, всего же за этот краткосрочный период он добился ещё 12 воздушных побед.
15 марта 1945 года Тренкель вновь был сбит, на этот раз уже зенитками противника. Лётчик сумел покинуть горящий самолёт, но был ранен. После капитуляции Германии был взят в плен американскими войсками, но через некоторое время немецкого аса передали советской стороне, которая освободила Тренкеля уже через четыре недели заключения.
Всего за годы войны Тренкель сбил 138 самолётов противника в 500 боевых вылетах.
Скончался 26 апреля 2001 года в возрасте 83 лет.

## Награды
- Почётный кубок Люфтваффе (11 декабря 1942)[1]
- Немецкий крест в золоте (15 января 1943)
- Железный крест (1939)
  - 2-го класса (12 сентября 1940)
  - 1-го класса (18 октября 1940)
- Рыцарский крест Железного креста (19 августа 1943) — оберфельдфебель, лётчик 2-й эскадрильи JG 52[2]